# Längwitzgau

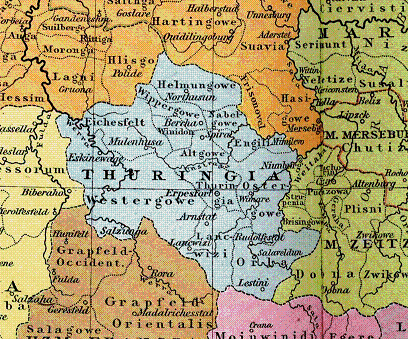
Der Längwitzgau („Lancwizi“) mit seiner ungefähren Abgrenzung um 1000

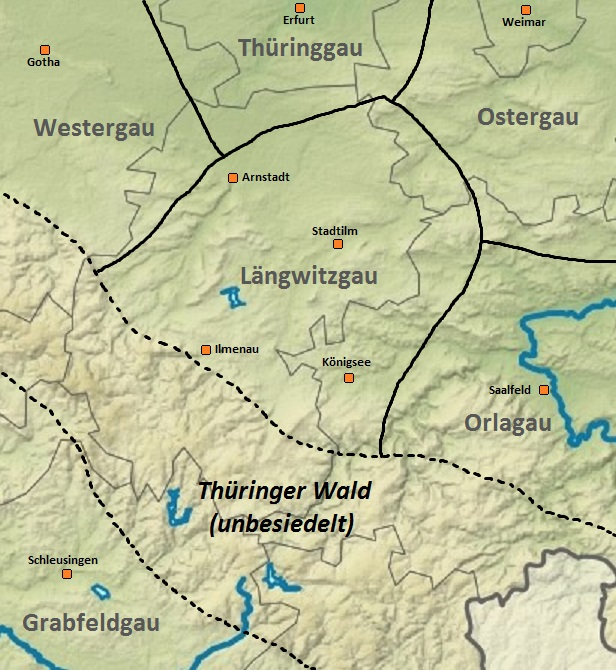
Lagekarte mit Nachbargauen, einigen Orten und heutigen Kreisgrenzen zur Orientierung

Der Längwitzgau ist eine hochmittelalterliche Region, etwa im heutigen Ilm-Kreis in Thüringen am Nordrand des Thüringer Waldes gelegen. Die Bezeichnung ist sorbischen Ursprungs, bedeutet so viel wie Wiesenland oder Wiesenbach (vgl. Lanke (Toponym)) und bezieht sich auf den Flusslauf bzw. das Tal der Ilm. Erstmals erwähnt wurde der Längwitzgau 932 als Languizza. 

## Geografie
Als Längwitzgau kann man die Gegend am Oberlauf der Ilm und angrenzender Täler etwa von Kranichfeld bis hinauf zum Kamm des Thüringer Waldes mit Zentrum zwischen Stadtilm und Ilmenau betrachten. Auch die Gegend östlich von Arnstadt im Tal der Wipfra zählt zum Kernbereich dieses Gaus. Der Nordwesten um Arnstadt und die untere Wipfra mit flachem und fruchtbarem Grund gehört zum Altsiedelland (-leben-Orte), während der Süden und Osten im 10. Jahrhundert noch unerschlossen waren, da die geografischen Bedingungen auf der unfruchtbaren und trockenen (Verkarstung) Ilm-Saale-Platte ungünstig sind. Der Paulinzellaer Forst im Osten blieb daher dauerhaft unbesiedelt. 
Benachbarte Gaue waren der Westergau im Nordwesten, der Thüringgau im Norden, der Ostergau im Nordosten, der Orlagau im Osten sowie der Grabfeldgau im Südwesten jenseits des unbesiedelten Thüringer Waldes.  

## Geschichte und Landesausbau
Der Gau befand sich in jener Zeit im Übergangsbereich zwischen deutschen und slawischen Siedlungsgebieten, wobei die Ersterwähnungen der Orte von Nordwesten her im 8. Jahrhundert einsetzten (so etwa Arnstadt 704, Elxleben 775 oder Marlishausen 779). Slawische Siedler kamen vom Saaletal und erreichten hier die westlichsten Ausläufer ihres Siedlungsgebiets im mitteldeutschen Raum. Ortsnamen slawischen Ursprungs erhielten sich abgesehen von Ober- und Unterpörlitz bei Ilmenau jedoch nur am östlichen Rand des Längwitzgaus in den bereits zur Saale führenden Tälern von Pennewitz und Garsitz im Süden über Ober- und Unterköditz, Milbitz (bei Rottenbach) sowie Groschwitz in der Mitte bis nach Milbitz (bei Teichel) und Rettwitz im Norden. Ebenfalls dieser Gruppe zugeordnet werden können Langewiesen (abgeleitet von Längwitz) sowie eventuell auch Nahwinden, nicht jedoch Geschwenda (Rodungsname) und Branchewinda. Im Thüringer Wald finden sich neben der Lengwitz auch noch einige andere Gewässernamen slawischen Ursprungs, etwa die Jüchnitz und die Sieglitz.
Ausgangspunkt der flächendeckenden deutschen Besiedlung und Urbarmachung des Längwitzgaus waren die Klostergründungen in Paulinzella (1108) und Ichtershausen (1147). In diese Zeit fällt auch die Gründung der meisten -hausen-Orte, gefolgt von den -dorf-, -bach- und -roda-Orten, die vom 11. bis ins 14. Jahrhundert besiedelt wurden. Als letztes folgte die Besiedlung der in den Thüringer Wald und ins Schiefergebirge führenden Täler, die keinen Ackerbau zuließen und andere Erwerbszweige notwendig machten (z. B. Fuhrgewerbe, Holz- und Weidewirtschaft). 
Die bedeutendsten Stadtgründungen im Gebiet waren der alte Hauptort Arnstadt (Rechtsverleihung 1220) sowie die großzügig an Straßenkreuzungen angelegten Planstädte Stadtilm (1268) und Königsee (1257). Weitere zentrale Orte waren die unbefestigte Stadt Ilmenau (1341) sowie die Städtchen Remda (1286) und Plaue (1346), deren Entwicklung stecken blieb. Kranichfeld (Stadtrechte erst 1651) und Gehren (Stadtrechte 1855) entwickelten sich ebenfalls zu lokalen administrativen Zentren. Bedeutende Burgen außerhalb der genannten Städte befanden sich in Liebenstein und Elgersburg zur Sicherung der Wege von Erfurt nach Süden über den Thüringer Wald und in Ehrenstein an der Straße von Arnstadt ins Saaletal.   
Die Sizzonen und daraus hervorgehend die Grafen von Kevernburg entwickelten sich um 1100 zu den ersten gräflichen Herrschern im Längwitzgau, wenngleich die Überlieferung aus dieser Zeit recht lückenhaft und zur Herkunft des Geschlechts wenig bekannt ist. Deren Nachfahren, die Grafen und Fürsten von Schwarzburg, regierten große Teile der Region bis zum Ende der Monarchie 1918.
Heute deuten noch einige Bezeichnungen auf den Längwitzgau. Im Zuge der Germanisierung des Gebiets wurde die Längwitz als Ilm bezeichnet, nur ein Quellbach, die Lengwitz, am Kamm des Thüringer Waldes behielt die Bezeichnung. Auch der Ortsname Langewiesen leitet sich vom Längwitzgau ab. Der südöstliche Teil der Arnstädter Stadtbefestigung trug den Namen Längwitzer Mauer, hier stand an der Straße nach Stadtilm das Längwitzer Tor mit der davor gelegenen Vorstadt Längwitz. Auch der Arnstädter Südbahnhof trug bis 1912 die Bezeichnung Längwitz. Ebenso wird die Landschaft östlich von Arnstadt als Längwitz bezeichnet.